# 新潟県中学校一覧
新潟県中学校一覧（にいがたけんちゅうがっこういちらん）は、新潟県の中学校および中等教育学校（前期課程）の一覧。

## 国立中学校
- 新潟大学附属新潟中学校
- 新潟大学附属長岡中学校
- 上越教育大学附属中学校

## 公立中学校・中等教育学校

### 新潟市

#### 北区
- 新潟市立岡方中学校
- 新潟市立葛塚中学校
- 新潟市立木崎中学校
- 新潟市立松浜中学校
- 新潟市立光晴中学校
- 新潟市立早通中学校
- 新潟市立濁川中学校
- 新潟市立南浜中学校

#### 東区
- 新潟市立東新潟中学校
- 新潟市立木戸中学校
- 新潟市立石山中学校
- 新潟市立東石山中学校
- 新潟市立山の下中学校
- 新潟市立藤見中学校
- 新潟市立下山中学校
- 新潟市立大形中学校

#### 中央区
- 新潟市立高志中等教育学校
- 新潟市立寄居中学校
- 新潟市立宮浦中学校
- 新潟市立関屋中学校
- 新潟市立山潟中学校
- 新潟市立柳都中学校
- 新潟市立白新中学校
- 新潟市立上山中学校
- 新潟市立鳥屋野中学校

#### 江南区
- 新潟市立曽野木中学校
- 新潟市立大江山中学校
- 新潟市立両川中学校
- 新潟市立亀田中学校
- 新潟市立亀田西中学校
- 新潟市立横越中学校

#### 秋葉区
- 新潟市立新津第一中学校
- 新潟市立新津第二中学校
- 新潟市立新津第五中学校
- 新潟市立小合中学校
- 新潟市立金津中学校
- 新潟市立小須戸中学校

#### 南区
- 新潟市立白根第一中学校
- 新潟市立白南中学校
- 新潟市立臼井中学校
- 新潟市立白根北中学校
- 新潟市立味方中学校
- 新潟市立月潟中学校

#### 西区
- 新潟市立五十嵐中学校
- 新潟市立黒埼中学校
- 新潟市立坂井輪中学校
- 新潟市立小新中学校
- 新潟市立小針中学校
- 新潟市立赤塚中学校
- 新潟市立中野小屋中学校
- 新潟市立内野中学校

#### 西蒲区
- 新潟市立巻西中学校
- 新潟市立巻東中学校
- 新潟市立岩室中学校
- 新潟市立西川中学校
- 新潟市立潟東中学校
- 新潟市立中之口中学校

### 長岡市
- 長岡市立東中学校
- 長岡市立南中学校
- 長岡市立北中学校
- 長岡市立栖吉中学校
- 長岡市立宮内中学校
- 長岡市立東北中学校
- 長岡市立西中学校
- 長岡市立江陽中学校
- 長岡市立堤岡中学校
- 長岡市立山本中学校
- 長岡市立岡南中学校
- 長岡市立太田中学校
- 長岡市立関原中学校
- 長岡市立大島中学校
- 長岡市立青葉台中学校
- 長岡市立旭岡中学校
- 長岡市立中之島中学校
- 長岡市立越路中学校
- 長岡市立三島中学校
- 長岡市立山古志中学校
- 長岡市立小国中学校
- 長岡市立北辰中学校
- 長岡市立寺泊中学校
- 長岡市立与板中学校
- 長岡市立秋葉中学校
- 長岡市立刈谷田中学校
- 長岡市立川口中学校

### 三条市
- 三条市立第一中学校
- 三条市立第二中学校
- 三条市立第三中学校
- 三条市立第四中学校
- 三条市立本成寺中学校
- 三条市立大崎学園（義務教育学校）
- 三条市立大島中学校
- 三条市立栄中学校
- 三条市立下田中学校

### 柏崎市

#### 県立
- 新潟県立柏崎翔洋中等教育学校

#### 市立
- 柏崎市立第一中学校
- 柏崎市立第二中学校
- 柏崎市立第三中学校
- 柏崎市立鏡が沖中学校
- 柏崎市立瑞穂中学校
- 柏崎市立松浜中学校
- 柏崎市立南中学校
- 柏崎市立東中学校
- 柏崎市立第五中学校
- 柏崎市立北条中学校
- 柏崎市立西山中学校

### 新発田市
- 新発田市立本丸中学校
- 新発田市立猿橋中学校
- 新発田市立佐々木中学校
- 新発田市立七葉中学校
- 新発田市立川東中学校
- 新発田市立第一中学校
- 新発田市立東中学校
- 新発田市立豊浦中学校
- 新発田市立紫雲寺中学校
- 新発田市立加治川中学校

### 小千谷市
- 小千谷市立小千谷中学校
- 小千谷市立東小千谷中学校
- 小千谷市立千田中学校
- 小千谷市立南中学校
- 小千谷市立片貝中学校

### 加茂市
- 加茂市立加茂中学校
- 加茂市立葵中学校
- 加茂市立若宮中学校
- 加茂市立七谷中学校
- 加茂市立須田中学校

### 十日町市
- 十日町市立十日町中学校
- 十日町市立中条中学校
- 十日町市立南中学校
- 十日町市立吉田中学校
- 十日町市立下条中学校
- 十日町市立水沢中学校
- 十日町市立中里中学校
- 十日町市立川西中学校
- 十日町市立松代中学校
- 十日町市立松之山中学校

### 見附市
- 見附市立見附中学校
- 見附市立南中学校
- 見附市立西中学校
- 見附市立今町中学校

### 村上市

#### 県立
- 新潟県立村上中等教育学校

#### 市立
- 村上市立村上第一中学校
- 村上市立村上東中学校
- 村上市立岩船中学校
- 村上市立荒川中学校
- 村上市立神林中学校
- 村上市立朝日中学校
- 村上市立山北中学校

### 燕市

#### 県立
- 新潟県立燕中等教育学校

#### 市立
- 燕市立燕中学校
- 燕市立小池中学校
- 燕市立燕北中学校
- 燕市立吉田中学校
- 燕市立分水中学校

### 糸魚川市
- 糸魚川市立糸魚川中学校
- 糸魚川市立糸魚川東中学校
- 糸魚川市立能生中学校
- 糸魚川市立青海中学校

### 妙高市
- 妙高市立新井中学校
- 妙高市立妙高高原中学校
- 妙高市立妙高中学校

### 五泉市
- 五泉市立五泉中学校
- 五泉市立川東中学校
- 五泉市立五泉北中学校
- 五泉市立村松桜中学校

### 上越市

#### 県立
- 新潟県立直江津中等教育学校

#### 市立
- 上越市立城北中学校
- 上越市立城東中学校
- 上越市立城西中学校
- 上越市立雄志中学校
- 上越市立八千浦中学校
- 上越市立直江津中学校
- 上越市立直江津東中学校
- 上越市立春日中学校
- 上越市立潮陵中学校
- 上越市立東頸中学校
- 上越市立牧中学校
- 上越市立柿崎中学校
- 上越市立大潟町中学校
- 上越市立頸城中学校
- 上越市立吉川中学校
- 上越市立中郷中学校
- 上越市立板倉中学校
- 上越市立清里中学校
- 上越市立三和中学校
- 上越市立名立中学校

### 阿賀野市
- 阿賀野市立安田中学校
- 阿賀野市立京ヶ瀬中学校
- 阿賀野市立水原中学校
- 阿賀野市立笹神中学校

### 佐渡市

#### 県立
- 新潟県立佐渡中等教育学校

#### 市立
- 佐渡市立内海府中学校
- 佐渡市立両津中学校
- 佐渡市立前浜中学校
- 佐渡市立相川中学校
- 佐渡市立高千中学校
- 佐渡市立金井中学校
- 佐渡市立佐和田中学校
- 佐渡市立新穂中学校
- 佐渡市立畑野中学校
- 佐渡市立松ヶ崎中学校
- 佐渡市立真野中学校
- 佐渡市立赤泊中学校
- 佐渡市立南佐渡中学校

### 魚沼市
- 魚沼市立堀之内中学校
- 魚沼市立広神中学校
- 魚沼市立魚沼北中学校
- 魚沼市立小出中学校
- 魚沼市立湯之谷中学校

### 南魚沼市
- 南魚沼市立六日町中学校
- 南魚沼市立八海中学校
- 南魚沼市立大和中学校
- 南魚沼市立塩沢中学校

### 胎内市
- 胎内市立中条中学校
- 胎内市立乙中学校
- 胎内市立築地中学校
- 胎内市立黒川中学校

### 北蒲原郡
- 聖籠町立聖籠中学校

### 西蒲原郡
- 弥彦村立弥彦中学校

### 南蒲原郡
- 田上町立田上中学校

### 東蒲原郡
- 阿賀町立阿賀津川中学校
- 阿賀町立三川中学校

### 三島郡
- 出雲崎町立出雲崎中学校

### 南魚沼郡
- 湯沢町立湯沢中学校

### 中魚沼郡

#### 県立
- 新潟県立津南中等教育学校

#### 町立
- 津南町立津南中学校

### 刈羽郡
- 刈羽村立刈羽中学校

### 岩船郡
- 関川村立関川中学校
- 粟島浦村立粟島浦中学校

## 私立中学校
- 新潟第一中学校
- 新潟明訓中学校
- 新潟清心女子中学校